# Elitserien i baseboll 1988
Elitserien i baseboll 1988 var den för 1988 års säsong högsta serien i baseboll i Sverige. Totalt deltog 8 lag i serien, där alla lag spelade mot varandra fyra gånger vilket gav totalt 28 omgångar. Efter detta gick de två främsta till SM-final och det sämsta laget till nedflyttningskval.

## Grundserien
| Nr | Lag         | Matcher | Vunna | Förlorade | Vinstprocent |
| -- | ----------- | ------- | ----- | --------- | ------------ |
| 1  | Leksand     | 28      | 25    | 3         | 0.893        |
| 2  | Sundbyberg  | 28      | 19    | 9         | 0.679        |
| 3  | Skellefteå  | 28      | 16    | 12        | 0.571        |
| 4  | Skarpnäck   | 28      | 16    | 12        | 0.571        |
| 5  | Bagarmossen | 28      | 15    | 13        | 0.536        |
| 6  | Kungsängen  | 28      | 9     | 19        | 0.321        |
| 7  | Sundsvall   | 28      | 7     | 21        | 0.250        |
| 8  | Edsberg     | 28      | 6     | 22        | 0.214        |

### Final
| Nr | Lag        | Matcher | Vunna | Förlorade | Vinstprocent |
| -- | ---------- | ------- | ----- | --------- | ------------ |
| 1  | Leksand    | 3       | 3     | 0         | 1.000        |
| 2  | Sundbyberg | 3       | 0     | 3         | 0.000        |

## Nedflyttningskval
Rättvik besegrade Edsberg i nedflyttningskvalet och flyttades upp till Elitserien medan Edsberg flyttades ner.

### Webbkällor
- Svenska Baseboll- och Softbollförbundet, Elitserien 1963-